# تن‌شویان بزرگ (رنوآر)
تن‌شویان بزرگ (به فرانسوی: Les Grandes Baigneuses) یک نقاشی است که توسط پیر اگوست رنوآر، نقاش فرانسوی بین سال‌های ۱۸۸۴ تا ۱۸۸۷ کشیده شده‌است و هم‌اکنون در موزه هنر فیلادلفیا نگهداری می‌شود.